# Shanghai Masters (snooker)
Shanghai Masters je profesionální bodovaný turnaj ve snookeru hrající se v srpnu, podle svého sponzora známý také pod názvem Bank of Communications Shanghai Masters.

## Historie
Turnaj se poprvé uskutečnil v sezóně 2006/2007 s cílem uspokojit rostoucí zájem o snooker v Číně. Jedná se tak o druhý bodovaný turnaj konající se v této zemi. A stejně jako na China Open je rozdáno před prvním kolem několik divokých karet, v tomto případě osmi čínským hráčům, kteří tak mají možnost kvalifikovat se pro hlavní turnaj.
Obhájcem titulu z roku 2016 je Ding Junhui, který je zároveň jediným hráčem, kterému se zde povedlo triumfovat více než jednou.

## Vítězové
| Rok  | Vítěz             | Poražený          | Skóre | Sezóna  |
| ---- | ----------------- | ----------------- | ----- | ------- |
| 2007 | Dominic Dale      | Ryan Day          | 10–6  | 2007/08 |
| 2008 | Ricky Walden      | Ronnie O'Sullivan | 10–8  | 2008/09 |
| 2009 | Ronnie O'Sullivan | Liang Wenbo       | 10–5  | 2009/10 |
| 2010 | Ali Carter        | Jamie Burnett     | 10–7  | 2010/11 |
| 2011 | Mark Selby        | Mark Williams     | 10–9  | 2011/12 |
| 2012 | John Higgins      | Judd Trump        | 10–9  | 2012/13 |
| 2013 | Ding Junhui       | Xiao Guodong      | 10–6  | 2013/14 |
| 2014 | Stuart Bingham    | Mark Allen        | 10–3  | 2014/15 |
| 2015 | Kyren Wilson      | Judd Trump        | 10–9  | 2015/16 |
| 2016 | Ding Junhui       | Mark Selby        | 10–6  | 2016/17 |